# Ilhéus Atlético Clube
Ilhéus Atlético Clube é uma agremiação esportiva da cidade de Ilhéus.

## História
Fundado em 15 de Maio de 1944, o clube disputou o Campeonato Baiano em quatro oportunidades. O clube se encontra desativado. Houve uma tentativa de reativação do clube em 1990, porém sem muito sucesso.

## Estatísticas

### Participações
| Competição | Competição        | Temporadas | Melhor campanha             | Estreia | Última | P | R |
| Bahia      | Campeonato Baiano | 4          | Desconhecido (Quatro vezes) | 1970    | 1973   | – | – |